# Juliana Harkavy
Juliana Jay Harkavy (Nueva York, 1 de enero de 1985) es una actriz estadounidense. Es conocida por sus papeles de Rebecca en Dolphin Tale, Jessie en To Write Love on Her Arms y Alisha en The Walking Dead. También protagonizó la película de terror Last Shift y retomó su papel de Rebecca en Dolphin Tale 2. También interpretó a Dinah Drake / Black Canary en la serie de The CW Arrow.

## Biografía
Juliana Harkavy nació el 1 de enero de 1985 en la ciudad de Nueva York, hija de Berta Carela y Michael Harkavy, el cual es vicepresidente de Warner Bros., Kids' WB y de Warner Bros. Interactive Entertainment. Su carrera profesional comenzó cuando tenía diez años de edad.
Harkavy se formó en el Espacio de Jóvenes Actores en Sherman Oaks, California, durante nueve años. Asistió a su primer año de secundaria en el Lycée Français de Los Ángeles, en donde aprendió a hablar en francés con fluidez, e hizo parte de su educación en el sur de Francia. Obtuvo su diploma en la Milken Community School de Los Ángeles. Después de la secundaria, Juliana asistió a la Tisch School of the Arts en la Universidad de Nueva York, en donde se especializó en teatro en el estudio de Sanford Meisner.
Harkavy interpretó a Alisha, una sobreviviente del apocalipsis que se une al Gobernador, en The Walking Deead, apareciendo en dos episodios.
En 2016, fue anunciado que Harkavy se sumaría al elenco recurrente en la quinta temporada de la serie de The CW Arrow, interpretando a Dinah Drake. En 2017 fue promovida al elenco principal de la serie en la sexta temporada junto a Rick Gonzalez y Katie Cassidy. La serie finalizó en 2020 tras su octava temporada. 
En septiembre de 2019 The Hollywood Reporter reportó que The CW estaría desarrollando una serie spin-off de Arrow, protagonizada por Harkavy, Katherine McNamara y Katie Cassidy, y que recibiría el nombre de Green Arrow and the Canaries. En 2021 se informó que The CW no llevaría a cabo la serie.

## Filmografía
| Cine       | Cine                      | Cine                       | Cine |
| Año        | Título                    | Rol                        | Notas |
| ---------- | ------------------------- | -------------------------- | --- |
| 1995       | La princesita             | Chica en India             | Papel menor |
| 2005       | Flushed                   | Groupie                    | Cortometraje |
| 2006       | Love is Blind             | Crystal                    | Cortometraje |
| 2006       | Mi súper ex novia         | Passerby                   | Papel menor |
| 2010       | Whatever Lola Wants       | Lola                       | Cortometraje |
| 2011       | Dolphin Tale              | Rebecca                    | Coprotagonista |
| 2011       | If You Only Knew          | Louise                     | Protagonista |
| 2011       | Big Mike                  | Janette Ogilvy             | |
| 2012       | A Feeling from Within     | Stacey                     | |
| 2013       | Finding Joy               | Joven                      | Papel menor |
| 2013       | House of Bodies           | Tisha                      | Personaje secundario |
| 2013       | Marriage Material         | Madeline                   | |
| 2014       | Dolphin Tale 2            | Rebecca                    | Coprotagonista |
| 2014       | Last Shift                | Jessica Loren              | Protagonista |
| 2015       | To Write Love on Her Arms | Jessie                     | Personaje principal |
| 2021       | Who Is Christmas Eve?     | Pam                        | Personaje principal |
| Televisión |                           |                            | |
| Año        | Título                    | Rol                        | Notas |
| 2010       | The Glades                | Amy                        | Episodio: "Doppelganger" (temporada 1; episodio 6)                                                                                      |
| 2013       | The Walking Dead          | Alisha                     | Episodio: "Dead Weight" (temporada 4; episodio 7) Episodio: "Too Far Gone" (temporada 4; episodio 8)                                    |
| 2013       | Gradeland                 | Alex                       | Episodio: "Heat Run" (temporada 1; episodio 3)                                                                                          |
| 2014       | Constantine               | Sarah                      | Episodio: "Blessed are the Damned" (temporada 1; episodio 7)                                                                            |
| 2017—2020  | Arrow                     | Dinah Drake / Black Canary | Recurrente (Temporada 5; 12 episodios) Principal (temporada 6-8; 49 episodios)                                                          |
| 2017       | The Flash                 | Dinah Drake / Black Canary | Episodio: "Crisis on Earth-X, Part 3" (temporada 4; episodio 8)                                                                         |
| 2017—2020  | DC's Legends of Tomorrow  | Dinah Drake / Black Canary | Episodio: "Crisis on Earth-X, Part 4" (temporada 3; episodio 8) Episodio: "Crisis on Infinite Earths, Part 5" (temporada 5; episodio 1) |